# Fossile directeur
Un fossile directeur correspond à toute production matérielle découverte lors de fouilles archéologiques dont la présence permet d'attribuer un site ou une couche archéologique à une période ou à une culture archéologique. Il s'agit le plus souvent d'objets réalisés dans différents matériaux, par exemple les éclats en roche taillée réalisés par la méthode Levallois sont des fossiles directeurs de la culture archéologique du Moustérien.